# جاکوبسون ۵۶۳۶
سیارک ۵۶۳۶ (به انگلیسی: 5636 Jacobson، نامگذاری:1985QN) پنج هزار و ششصد و سی و ششمین سیارک کشف شده‌است که در ۲۲ اوت ۱۹۸۵ کشف شد.
قدر مطلق سیارک برابر ۱۲٫۸۰ است.